# Monceau-sur-Oise
Pour les articles homonymes, voir Monceau.
Monceau-sur-Oise est une commune française située dans le département de l'Aisne, en région Hauts-de-France.

## Géographie

### Hydrographie
La commune est située dans le bassin Seine-Normandie. Elle est drainée par l'Oise, la Berdouille et un autre petit cours d'eau,.
L'Oise prend sa source en Belgique, à 309 mètres d'altitude, dans l'ancienne commune de Forges et se jette dans la Seine à 20 mètres d'altitude, au Pointil en rive droite et en aval du centre de Conflans-Sainte-Honorine dans le département des Yvelines. D'une longueur 341 kilomètres, elle est presque entièrement navigable et bordée de canaux sur 104 kilomètres. Les caractéristiques hydrologiques de l'Oise sont données par la station hydrologique située sur la commune de Flavigny-le-Grand-et-Beaurain. Le débit moyen mensuel est de 11,2 m3/s. Le débit moyen journalier maximum est de 201 m3/s, atteint lors de la crue du 16 juillet 2021. Le débit instantané maximal est quant à lui de 218 m3/s, atteint le 15 juillet 2021.

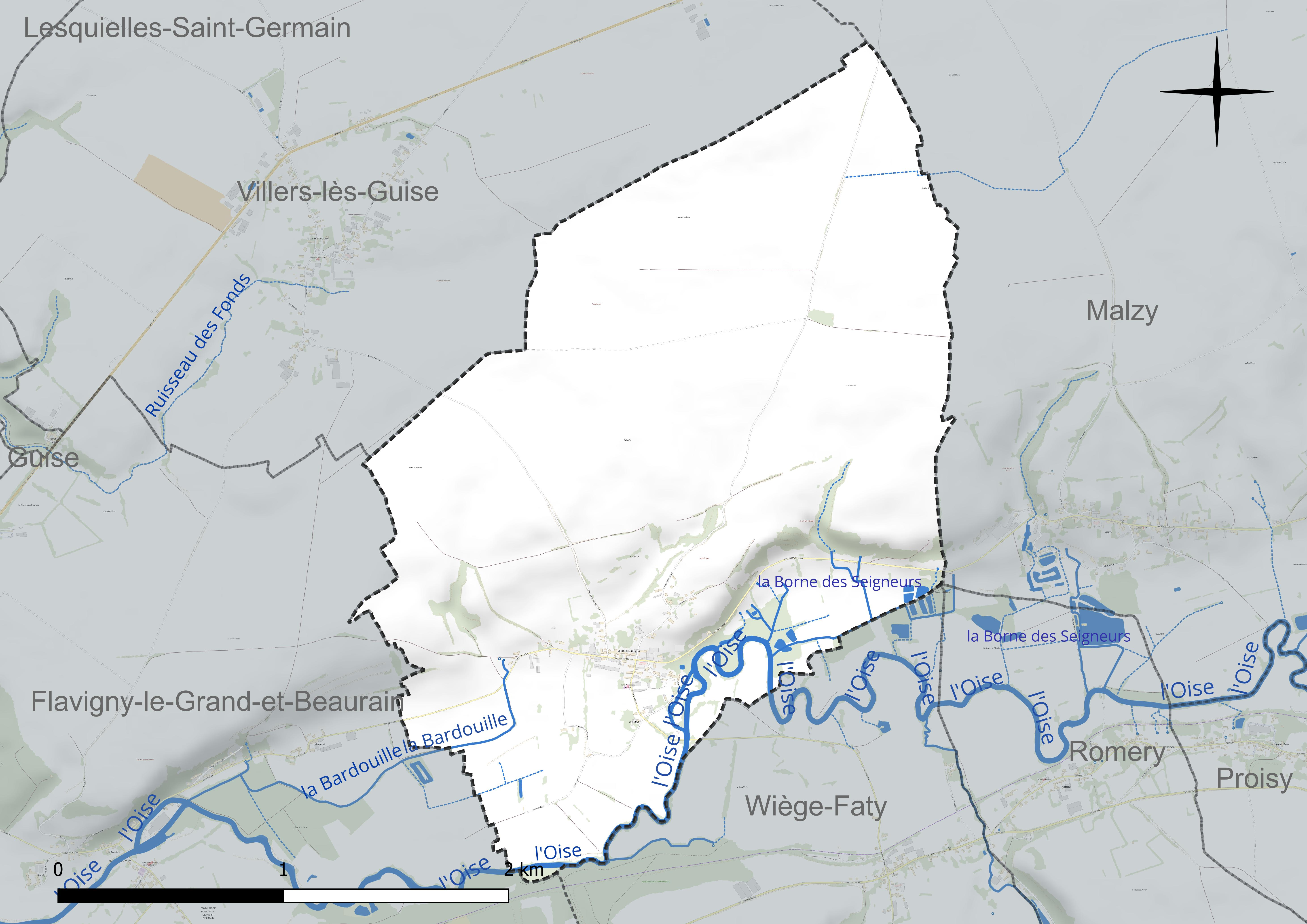
Réseau hydrographique de Monceau-sur-Oise.

Un plan d'eau complète le réseau hydrographique : la Borne des Seigneurs, d'une superficie totale de 0,9 ha (0,5 ha sur la commune),.

### Climat
Pour des articles plus généraux, voir Climat des Hauts-de-France et Climat de l'Aisne.
En 2010, le climat de la commune est de type climat océanique dégradé des plaines du Centre et du Nord, selon une étude du CNRS s'appuyant sur une série de données couvrant la période 1971-2000. En 2020, Météo-France publie une typologie des climats de la France métropolitaine dans laquelle la commune est exposée à un climat océanique altéré et est dans la région climatique Nord-est du bassin Parisien, caractérisée par un ensoleillement médiocre, une pluviométrie moyenne régulièrement répartie au cours de l'année et un hiver froid (3 °C).
Pour la période 1971-2000, la température annuelle moyenne est de 10,1 °C, avec une amplitude thermique annuelle de 15 °C. Le cumul annuel moyen de précipitations est de 792 mm, avec 12,7 jours de précipitations en janvier et 9,3 jours en juillet. Pour la période 1991-2020, la température moyenne annuelle observée sur la station météorologique la plus proche, située sur la commune de Fontaine-lès-Vervins à 16 km à vol d'oiseau, est de 10,5 °C et le cumul annuel moyen de précipitations est de 826,3 mm,. Pour l'avenir, les paramètres climatiques de la commune estimés pour 2050 selon différents scénarios d'émission de gaz à effet de serre sont consultables sur un site dédié publié par Météo-France en novembre 2022.

## Urbanisme

### Typologie
Au 1er janvier 2024, Monceau-sur-Oise est catégorisée commune rurale à habitat dispersé, selon la nouvelle grille communale de densité à 7 niveaux définie par l'Insee en 2022.
Elle est située hors unité urbaine. Par ailleurs la commune fait partie de l'aire d'attraction de Guise, dont elle est une commune de la couronne,. Cette aire, qui regroupe 21 communes, est catégorisée dans les aires de moins de 50 000 habitants,.

### Occupation des sols
L'occupation des sols de la commune, telle qu'elle ressort de la base de données européenne d'occupation biophysique des sols Corine Land Cover (CLC), est marquée par l'importance des territoires agricoles (93,9 % en 2018), une proportion identique à celle de 1990 (93,9 %). La répartition détaillée en 2018 est la suivante : 
terres arables (78,7 %), prairies (15,1 %), zones urbanisées (5,7 %), forêts (0,4 %).
L'évolution de l'occupation des sols de la commune et de ses infrastructures peut être observée sur les différentes représentations cartographiques du territoire : la carte de Cassini (XVIIIe siècle), la carte d'état-major (1820-1866) et les cartes ou photos aériennes de l'IGN pour la période actuelle (1950 à aujourd'hui).

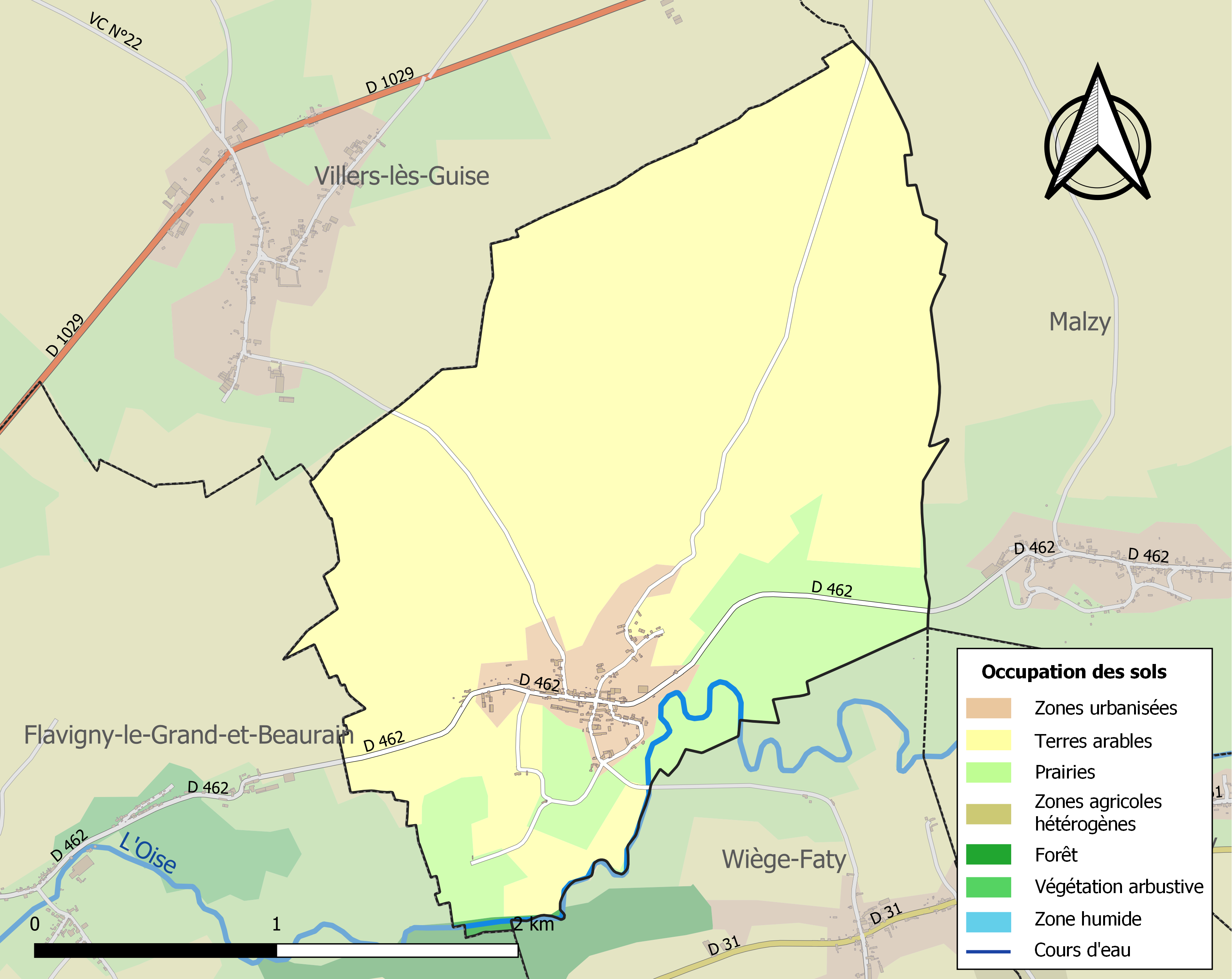
Carte de l'occupation des sols de la commune en 2018 (CLC).

## Toponymie
Le village apparaît pour la première fois en 1114 sous l'appellation de Moncels dans un cartulaire de l'abbaye de Saint-Quentin-en-l'Isle. L'orthographe variera ensuite de nombreuses fois en fonction des différents transcripteurs : Eclesia beati Remugii Remensis que in Monticulis en 1133, Montcellus, Moncelli, Monchiaus-seur-Oise, Moncelli-super-Isaram, Monciaux-sur-Oise, Moncelli-seur-Oyse, Monceaux, Montceau-sur-oise, Monceau-sur-Oyse  sur la carte de Cassini au XVIIIe siècle et enfin l'orthographe actuelle au XIXe siècle.

Monceau est une formation toponymique médiévale qui consiste en un appellatif employé de manière absolue, à savoir l'ancien français Moncel au sens de « colline », voire « élévation ». L'ancien français moncel est issu d'un hypothétique bas latin *monticellum.
L'Oise est une rivière du Bassin parisien dans le Nord de la France et en Belgique, principal affluent de la Seine, après la Marne.

## Histoire
|  |  |  |

Histoire

Une partie des terres du village appartenaient autrefois à deux ordres religieux : l'abbaye du Val-Saint-Pierre de Vervins et les religieux de Saint-Remi de Reims.

Robert De Proisy, seigneur de Monceau en 1614 vendit 84 ha et 72 ares à la Chartreuse du Val-Saint-Pierre pour 1 800 livres.

Sur la carte de Cassini ci-contre, Monceau-sur-Oise est une paroisse située sur la rive droite de l'Oise. Un moulin à eau représenté par une roue dentée existait à cette époque. La ferme Remy,représentée en aval, existe toujours actuellement sous l'appellation  Fermes de Saint-Rémi avec un chemin du même nom qui y mène, à l'entrée du village en venant de Guise.

Une maladrerie existait en bordure de l'Oise, elle dépendait de la chartreuse du Val-Saint-Pierre qui y possédait des terres.

Les églises fortifiées de Thiérache 

Lors de la Guerre franco-espagnole de 1635 à 1659, les villages de la région furent constamment ravagés aussi bien par les troupes françaises qu'étrangères. C'est à cette époque que les villages de Thiérache, comme Monceau-sur-Oise, transforment leur clocher en forteresse pour permettre aux habitants de s'y réfugier an cas d'attaque.

Première Guerre mondiale

Le 28 août 1914, le 267e régiment d'infanterie installé dans le village depuis la veille, va tenir tête à l'envahisseur, permettant le repli de nos divisions qui pourront contre attaquer le lendemain. Le pont sur l'Oise est bien défendu, et lorsque l'ordre de repli est donné, le génie fera sauter le pont pour éviter l'invasion allemande. Monceau-sur-Oise sera occupée par les troupes allemandes après la défaite de l'armée française lors de la bataille de Guise. Pendant toute la guerre, le village restera loin du front qui se stabilisera à environ 150 km à l'ouest aux alentours de Péronne. Les habitants vivront sous le joug des Allemands: réquisitions de logements, de matériel, de nourriture, travaux forcés.C'est le 115e bataillon de chasseurs à pied qui a délivré le village le 5 novembre 1918 à 9 h 30 du matin.

Sur le monument aux morts sont inscrits les noms des dix-huit soldats de Monceau-sur-Oise morts pour la France.

## Politique et administration

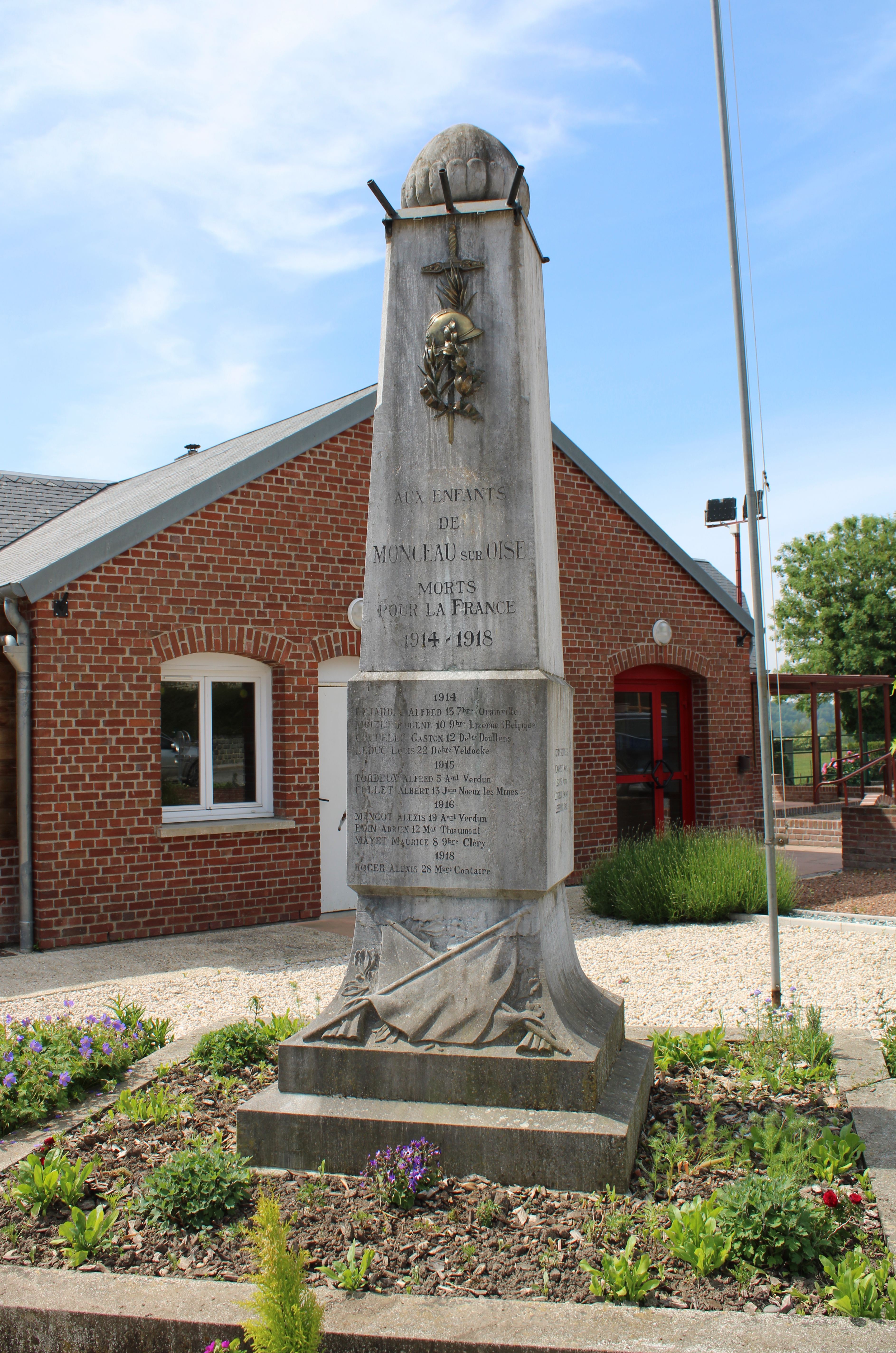
Le monument aux morts.

### Découpage territorial
La commune de Monceau-sur-Oise est membre de la communauté de communes Thiérache Sambre et Oise, un établissement public de coopération intercommunale (EPCI) à fiscalité propre créé le 1er janvier 2017 dont le siège est à Guise. Ce dernier est par ailleurs membre d'autres groupements intercommunaux.
Sur le plan administratif, elle est rattachée à l'arrondissement de Vervins, au département de l'Aisne et à la région Hauts-de-France. Sur le plan électoral, elle dépend du  canton de Guise pour l'élection des conseillers départementaux, depuis le redécoupage cantonal de 2014 entré en vigueur en 2015, et de la troisième circonscription de l'Aisne  pour les élections législatives, depuis le dernier découpage électoral de 2010.

### Administration municipale
| Période                                  | Période                   | Identité            | Étiquette | Qualité                                                     |
| ---------------------------------------- | ------------------------- | ------------------- | --------- | ----------------------------------------------------------- |
| Les données manquantes sont à compléter. |                           |                     |           |                                                             |
| 1983                                     | 1989                      | Luc Janeau          |           |                                                             |
| mars 1989                                | 1995                      | Alain Chantrelle    |           |                                                             |
| juin 1995                                | mars 2008                 | Bernard Sellier     |           |                                                             |
| mars 2008                                | 2014                      | William Lecuyer     |           |                                                             |
| 2014                                     | En cours (au 28 mai 2020) | Marie-Claire Fortin | SE        | Retraitée Fonction publique Réélue pour le mandat 2020-2026 |

## Démographie
L'évolution du nombre d'habitants est connue à travers les recensements de la population effectués dans la commune depuis 1793. Pour les communes de moins de 10 000 habitants, une enquête de recensement portant sur toute la population est réalisée tous les cinq ans, les populations de référence des années intermédiaires étant quant à elles estimées par interpolation ou extrapolation. Pour la commune, le premier recensement exhaustif entrant dans le cadre du nouveau dispositif a été réalisé en 2005.

En 2022, la commune comptait 130 habitants, en évolution de +2,36 % par rapport à 2016 (Aisne : −1,97 %, France hors Mayotte : +2,11 %).
| 1793 | 1800 | 1806 | 1821 | 1831 | 1836 | 1841 | 1846 | 1851 |
| ---- | ---- | ---- | ---- | ---- | ---- | ---- | ---- | ---- |
| 279  | 197  | 295  | 327  | 337  | 337  | 357  | 363  | 354  |

| 1856 | 1861 | 1866 | 1872 | 1876 | 1881 | 1886 | 1891 | 1896 |
| ---- | ---- | ---- | ---- | ---- | ---- | ---- | ---- | ---- |
| 313  | 299  | 296  | 313  | 297  | 276  | 293  | 237  | 231  |

| 1901 | 1906 | 1911 | 1921 | 1926 | 1931 | 1936 | 1946 | 1954 |
| ---- | ---- | ---- | ---- | ---- | ---- | ---- | ---- | ---- |
| 227  | 242  | 246  | 180  | 208  | 223  | 214  | 194  | 176  |

| 1962 | 1968 | 1975 | 1982 | 1990 | 1999 | 2005 | 2006 | 2010 |
| ---- | ---- | ---- | ---- | ---- | ---- | ---- | ---- | ---- |
| 157  | 178  | 109  | 128  | 127  | 142  | 131  | 128  | 121  |

| 2015 | 2020 | 2022 | - | - | - | - | - | - |
| ---- | ---- | ---- | - | - | - | - | - | - |
| 123  | 127  | 130  | - | - | - | - | - | - |

## Culture locale et patrimoine

### Lieux et monuments
- Deux fromageries existaient dans la commune : Maison Lefèvre (1897) et Coopérative Laiterie (1910), une cave d'affinage existe toujours à la sortie du village sur la route de Malzy. Les étiquettes des fromages ont été conservées grâce aux collectionneurs.
- Le lavoir de "La Berdouille"

### Galerie

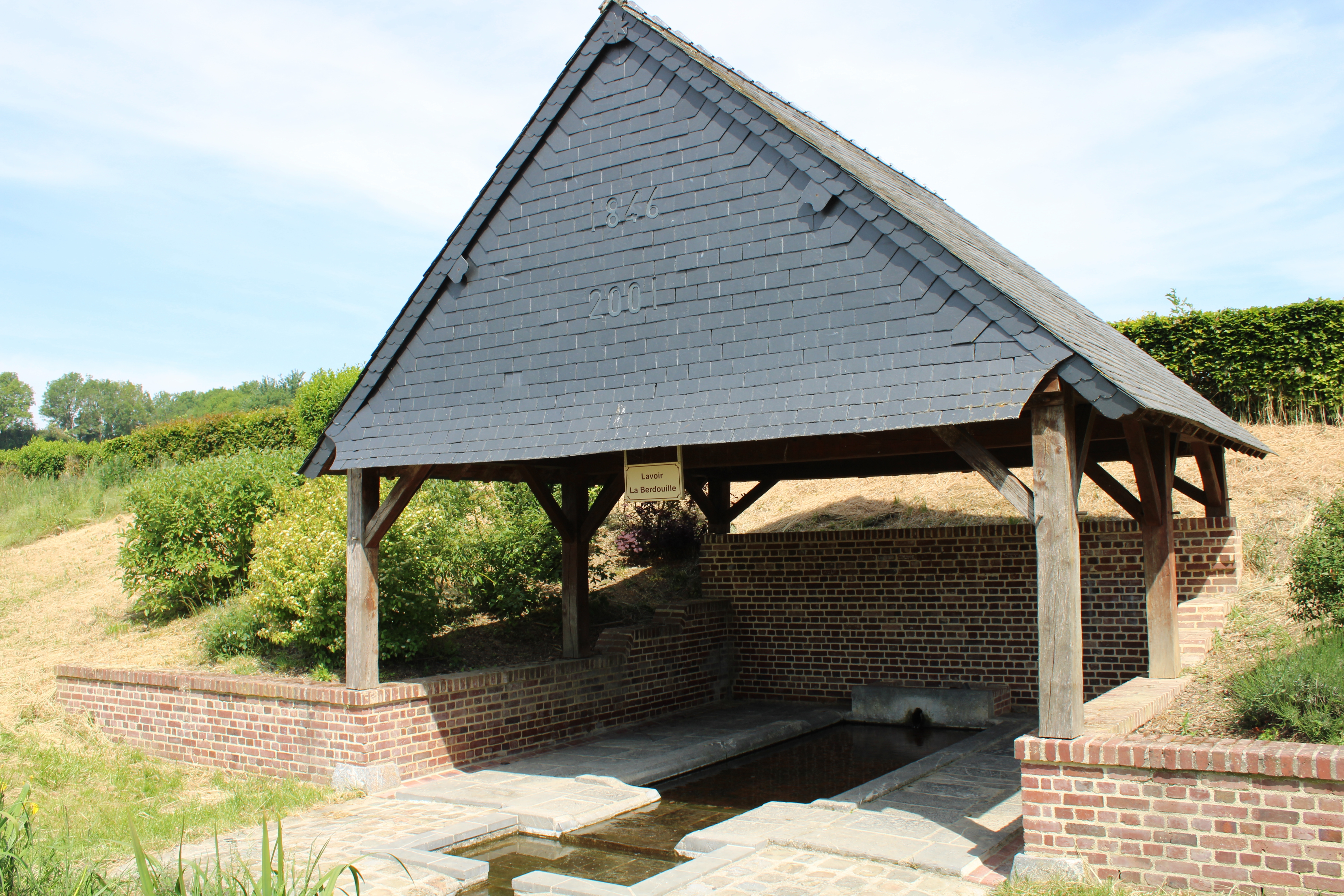
Le lavoir de La Berdouille.
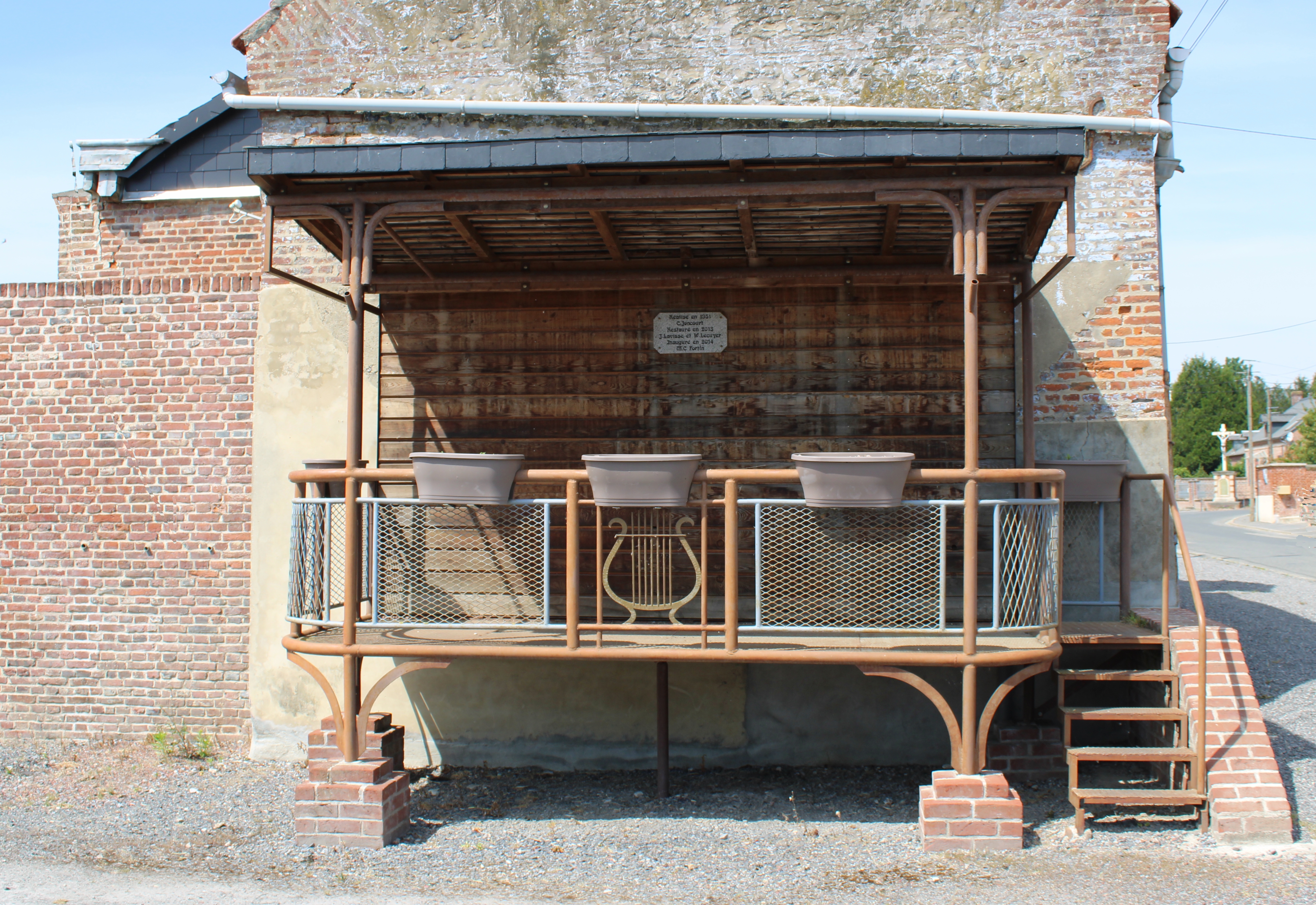
Le kiosque sur la place de l'église.
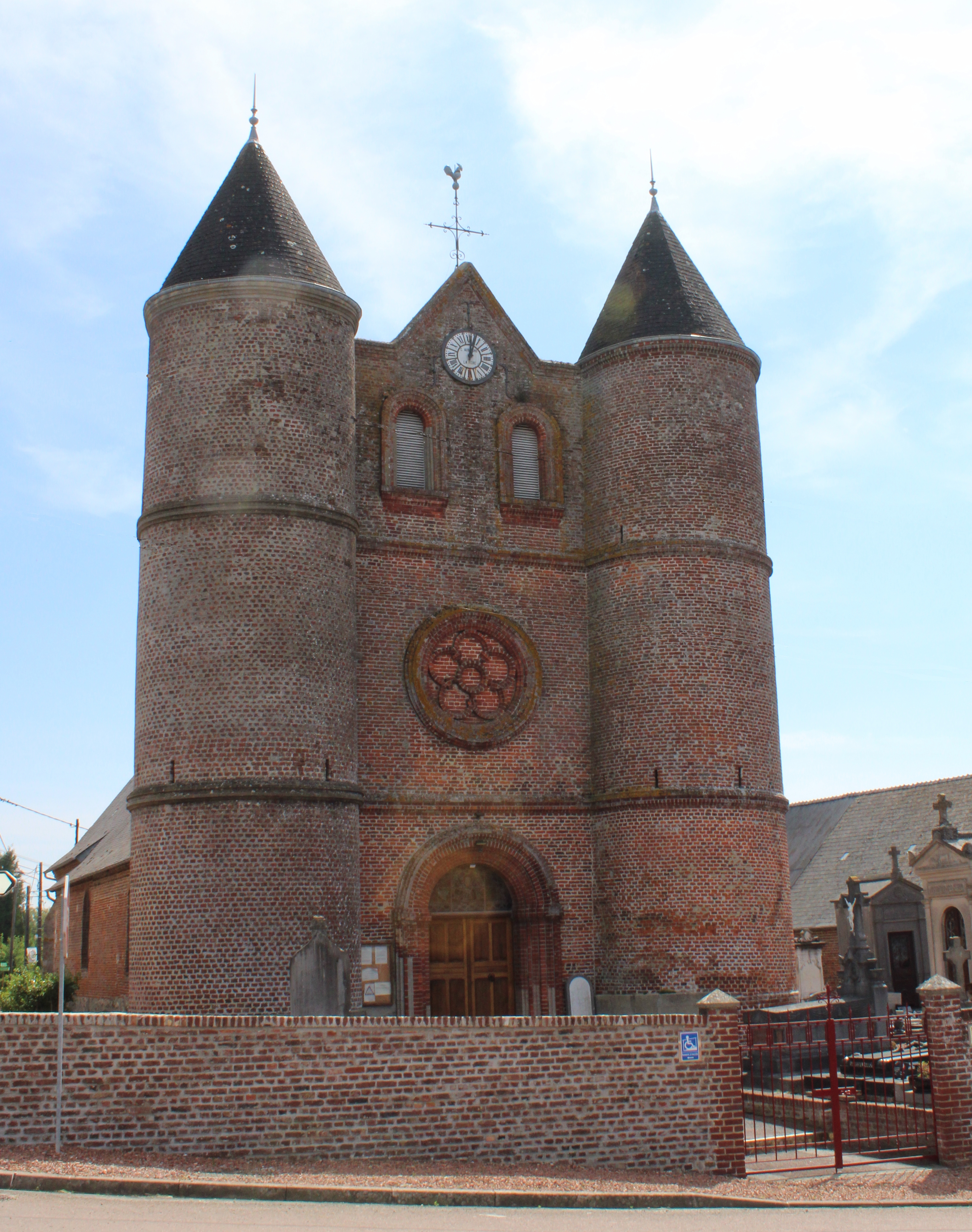
L'église Sainte-Catherine.
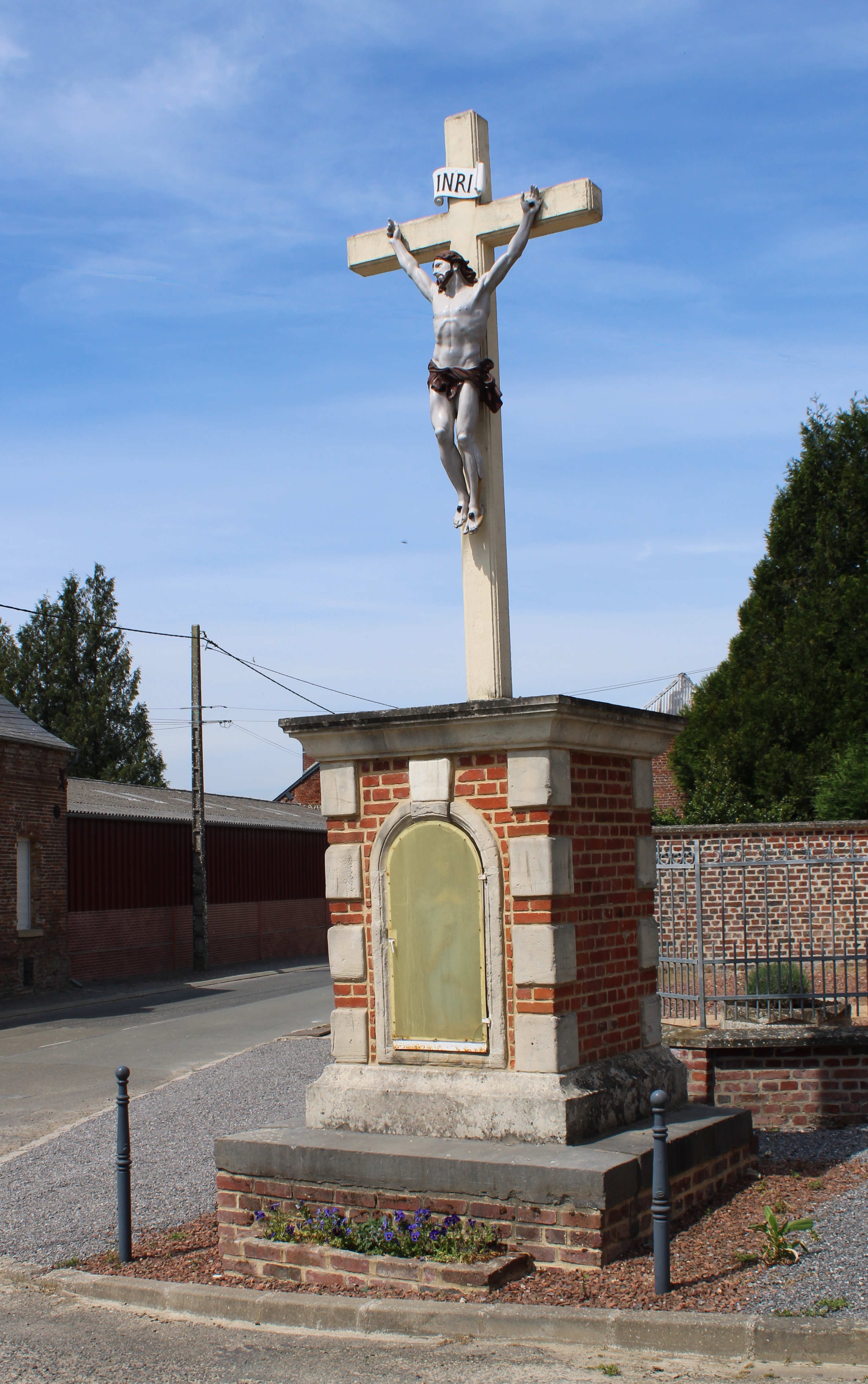
Le calvaire de la rue principale.
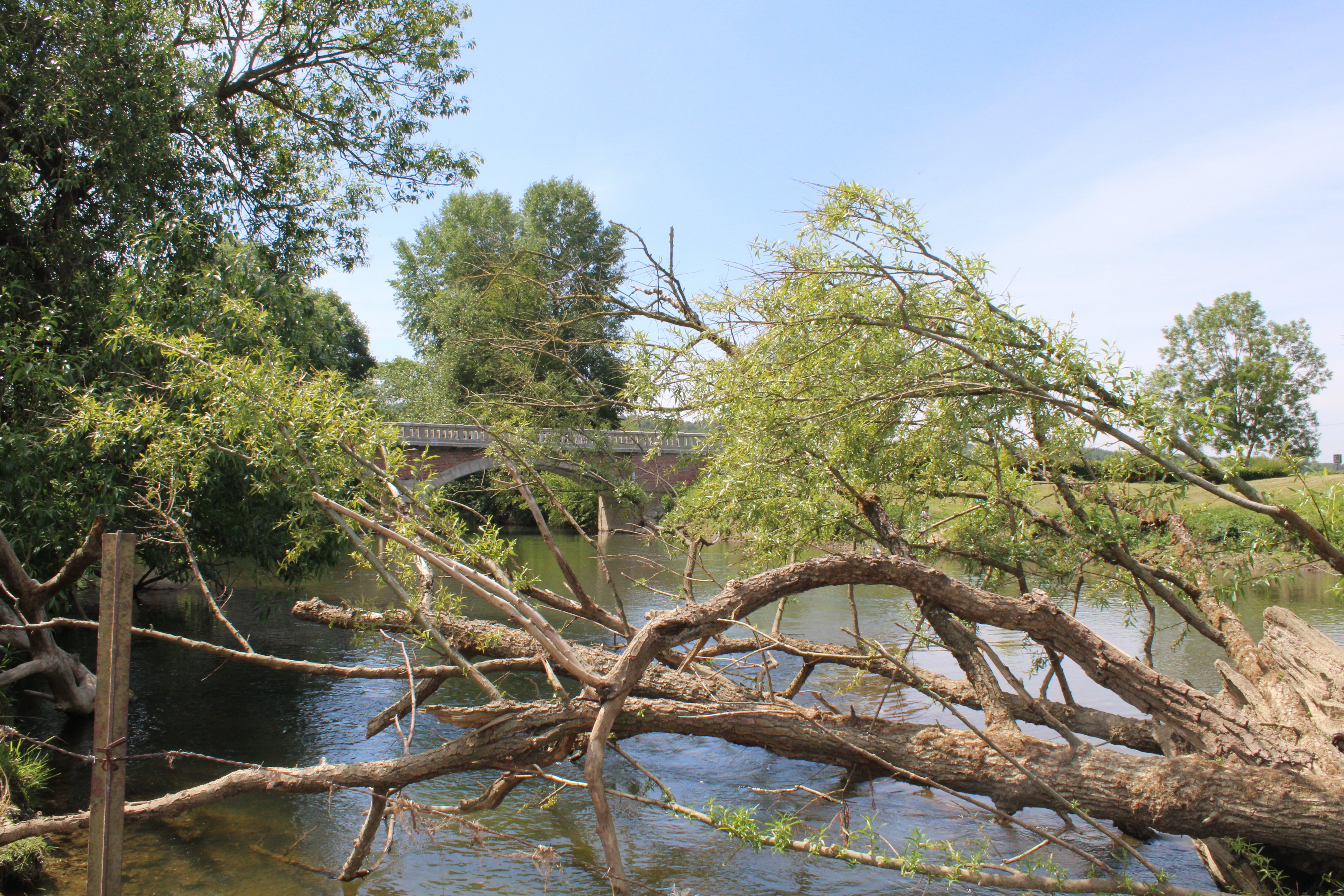
Vue du pont sur l'Oise.
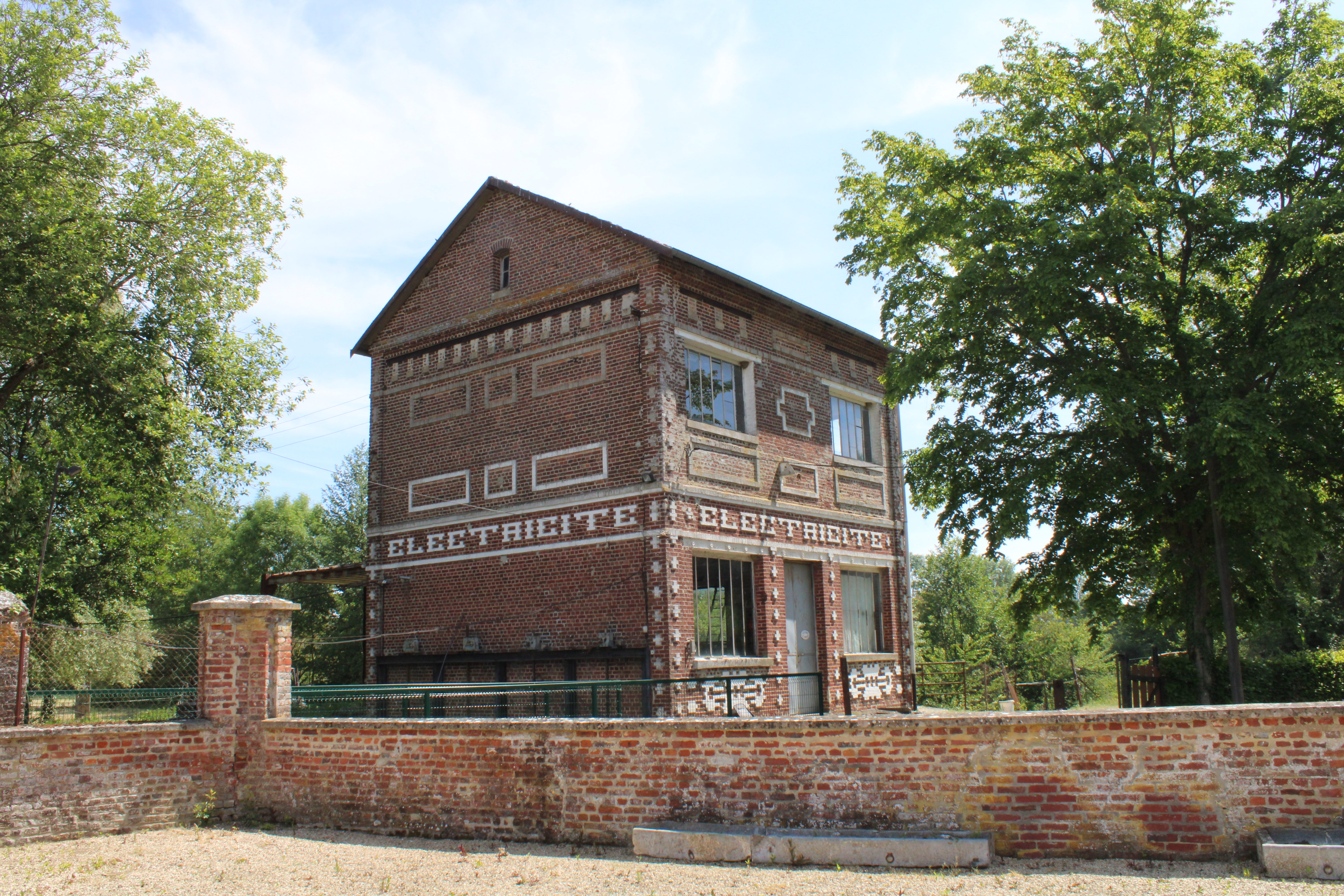
L'usine électrique.

### Héraldique
| Blason de Monceau-sur-Oise | Blason  | Tiercé en pal : au 1er coupé au I d'or au portail d'église de gueules, au II d'azur au pont droit de trois arches d'or maçonné de sable, au 2e tiercé en fasce au I vairé d'or et de gueules, au II d'azur à la croix d'argent cantonnée de quatre fleurs de lys d'or, au III de gueules à deux clés d'argent passés en sautoir surmontées d'une fleur de lys d'or, au 3e coupé au I d'azur au moulin à eau d'or, au II d'or à la rose de gueules pointée de sinople. Ornements extérieursCroix de guerre 1914-1918 |
| Blason de Monceau-sur-Oise | Détails | Création à l'issue d'un concours, adoptée par la municipalité en 2011. |
| Blason de Monceau-sur-Oise | Alias   | D'azur à la croix d'argent cantonnée de quatre fleurs de lys d'or ; chargée en cœur d'un écusson en losange vairé d'or et de gueules. Ancien blason utilisé jusqu'en 2011. Combinaison des armes de l'abbaye Saint-Remi de Reims et de celles de Nicolas de Maubeuge. Saint-Rémi, qui portait d'azur à la croix d'argent cantonnée de quatre fleurs de lys d'or, possédait dans le village une ferme importante, ainsi qu'une grosse partie des terres. Nicolas de Maubeuge qui portait une losange vairée d'or et de gueules, fut le dernier seigneur de Monceau, avant que le village ne soit rattaché au duché de Guise vers 1660. |